# Walentin Pszenicyn
Walentin Nikołajewicz Pszenicyn (ros. Валентин Николаевич Пшеницын, ur. 3 listopada 1936 w Dmitrowie, zm. 11 maja 2007 w Moskwie) – rosyjski biathlonista reprezentujący ZSRR, sześciokrotny medalista mistrzostw świata.

## Kariera
W 1958 roku wystartował na mistrzostwach świata w Saalfelden, gdzie razem z Wiktorem Butakowem, Dmitrijem Sokołowem i Aleksandrem Gubinem zdobył srebrny medal w klasyfikacji drużynowej. Podczas mistrzostw świata w Courmayeur rok później wspólnie z Władimirem Miełanjinem i Dmitrijem Sokołowem zwyciężył w tej samej konkurencji. Następnie zdobył drużynowo kolejno srebrny medal na mistrzostwach świata w Umeå (1961) oraz złote na mistrzostwach świata w Hämeenlinna (1962) i mistrzostwach świata w Seefeld (1963). W 1962 roku zdobył również brązowy medal w biegu indywidualnym, w którym lepsi byli jedynie Miełanjin i Antti Tyrväinen z Finlandii.
W 1960 roku brał udział w igrzyskach olimpijskich w Squaw Valley, gdzie rywalizację w biegu indywidualnym ukończył na piątej pozycji. Wystartował też na igrzyskach olimpijskich w Innsbrucku cztery lata później, gdzie był siódmy.
Karierę zakończył w 1965 roku, następnie pracował jako trener. Był między innymi trenerem reprezentacji ZSRR w latach 1979-1984.
Odznaczony orderem „Znak Honoru” w 1980 roku.

## Osiągnięcia

### Igrzyska olimpijskie
| Rok  | Miejscowość  | Konkurencje | Konkurencje | Konkurencje | Konkurencje | Konkurencje | Konkurencje | Konkurencje |
| Rok  | Miejscowość  | IN          | SP          | PU          | MS          | RL          | MR          | SR          |
| ---- | ------------ | ----------- | ----------- | ----------- | ----------- | ----------- | ----------- | ----------- |
| 1960 | Squaw Valley | 5.          | nd.         | nd.         | nd.         | nd.         | nd.         | –           |
| 1964 | Innsbruck    | 7.          | nd.         | nd.         | nd.         | nd.         | nd.         | –           |

### Mistrzostwa świata
| Rok  | Miejscowość | Konkurencje | Konkurencje | Konkurencje | Konkurencje | Konkurencje | Konkurencje | Konkurencje |
| Rok  | Miejscowość | IN          | SP          | PU          | MS          | RL          | MR          | SR          |
| ---- | ----------- | ----------- | ----------- | ----------- | ----------- | ----------- | ----------- | ----------- |
| 1958 | Saalfelden  | 7.          | nd.         | nd.         | nd.         | 2.          | nd.         | –           |
| 1959 | Courmayeur  | 7.          | nd.         | nd.         | nd.         | 1.          | nd.         | –           |
| 1961 | Umeå        | 4.          | nd.         | nd.         | nd.         | 2.          | nd.         | –           |
| 1962 | Hämeenlinna | 3.          | nd.         | nd.         | nd.         | 1.          | nd.         | –           |
| 1963 | Seefeld     | 7.          | nd.         | nd.         | nd.         | –           | nd.         | –           |